# Campo de Saint-Cyprien
El campo de Saint-Cyprien (en español: campo de San Cipriano; en catalán: camp de Sant Cebrià) fue un campo de internamiento francés emplazado entre 1939 y 1940 en la playa de la comuna francesa de Saint-Cyprien, en el departamento de Pirineos Orientales. El campo se usó para hacer una primera acogida y control de los miles de refugiados republicanos españoles, muchos de ellos catalanes, que huían en la retirada de la Guerra civil española.

## Historia

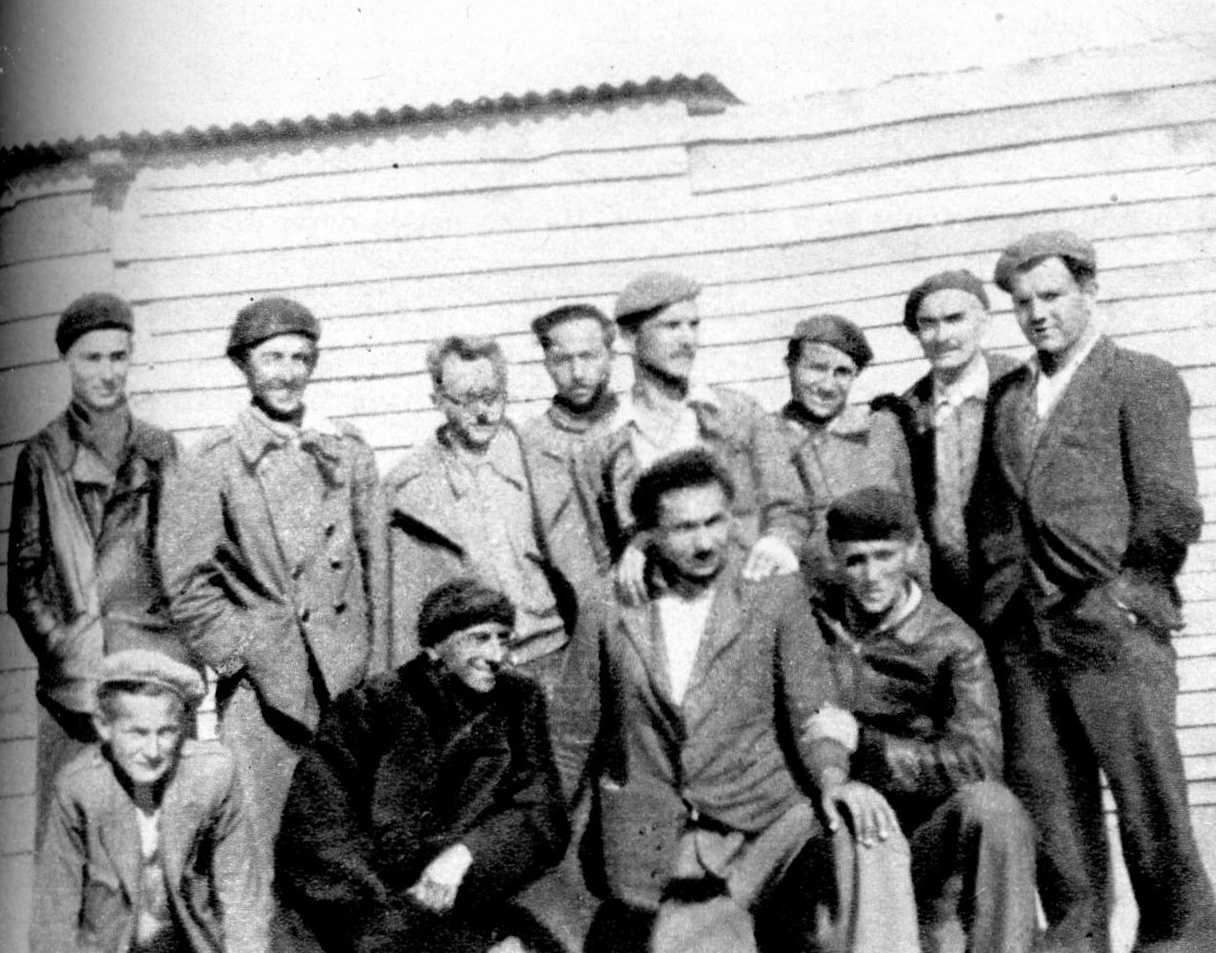
Grupo de brigadistas internacionales yugoslavos en el campo de San Cipriano: Slavko Čolić, Ahmet Fetahagić, Ratko Pavlović-Čičko, Ivan Jakšić, Ivo Vejvoda, Petar Drapšin, Elijas Engl, Lazar Udovički, Ivo Rukavina, Mirko Horvat, Lazar Latinović y Mirko Kovačević

Se construyó el 9 de febrero de 1939 en la playa del Igual de San Cipriano, en una playa virgen rodeada de alambres excepto para la parte del mar, sin ningún tipo de construcción o servicio.
Se estima que se llegaron a concentrar entre 30.000 y 100.000 personas según las fuentes, que a los pocos meses fueron trasladados al campo de Le Barcarès. Inicialmente acogió a hombres, mujeres y niños, con una mayoría de internados republicanos españoles (muchos de ellos procedentes de Cataluña), pero también hubo un contingente importantes de brigadistas internacionales alemanes, húngaros, yugoslavos y otras nacionalidades.
Fue clausurado el 31 de octubre de 1940, cuando ya sólo restaban unas 4.000 personas que fueron transferidas al campo de Gurs.
A principios de 1940, el campo prácticamente se había vaciado, pero en mayo se amplió para dar cabida a una nueva corriente de internados de la Segunda Guerra Mundial. En mayo y junio de 1940 llegaron a Saint-Cyprien convoyes de trenes con detenidos procedentes de Bélgica bajo el pretesto de que eran individuos peligrosos que podían socavar el esfuerzo bélico. Muchos de ellos eran alemanes, austriacos y otros ciudadanos de potencias hostiles (a pesar de ser a menudo eran judíos u opositores al régimen nazi), apátridas y comunistas (aproximadamente 7500 personas).
Después de la capitulación belga (28 de mayo) y el armisticio francés del 22 de junio, el campo quedó bajo control de la Francia de Vichy, que liberó a los presos afines (futuros colaboracionistas como August Borms o René Lagrou). En octubre de 1940, una inundación destruyó la mayor parte de las instalaciones y Saint-Cyprien fue abandonado (aunque el desmantelamiento duró hasta septiembre de 1941). Los internos fueron trasladados a los campos de Argelès-sur-Mer, Le Vernet y Gurs. Para miles de judíos de Saint-Cyprien, el siguiente destino fue el campo de intenamiento de Drancy, desde donde fueron enviados a Auschwitz.

## La vida en el campo
El campo de internamiento tenía 1,5 km de largo y una superficie de 184 hectáreas. Aunque inicialmente constaba de tiendas de campaña, posteriormente fue dotada de barracones de madera. Apenas había instalaciones sanitarias: la gente tenía que hacer sus necesidades en barriles y había luchas por el escaso agua para lavarse. Además, el agua potable estaba contaminada y provocó epidemias de fiebre tifoidea y diarrea.

## Homenajes

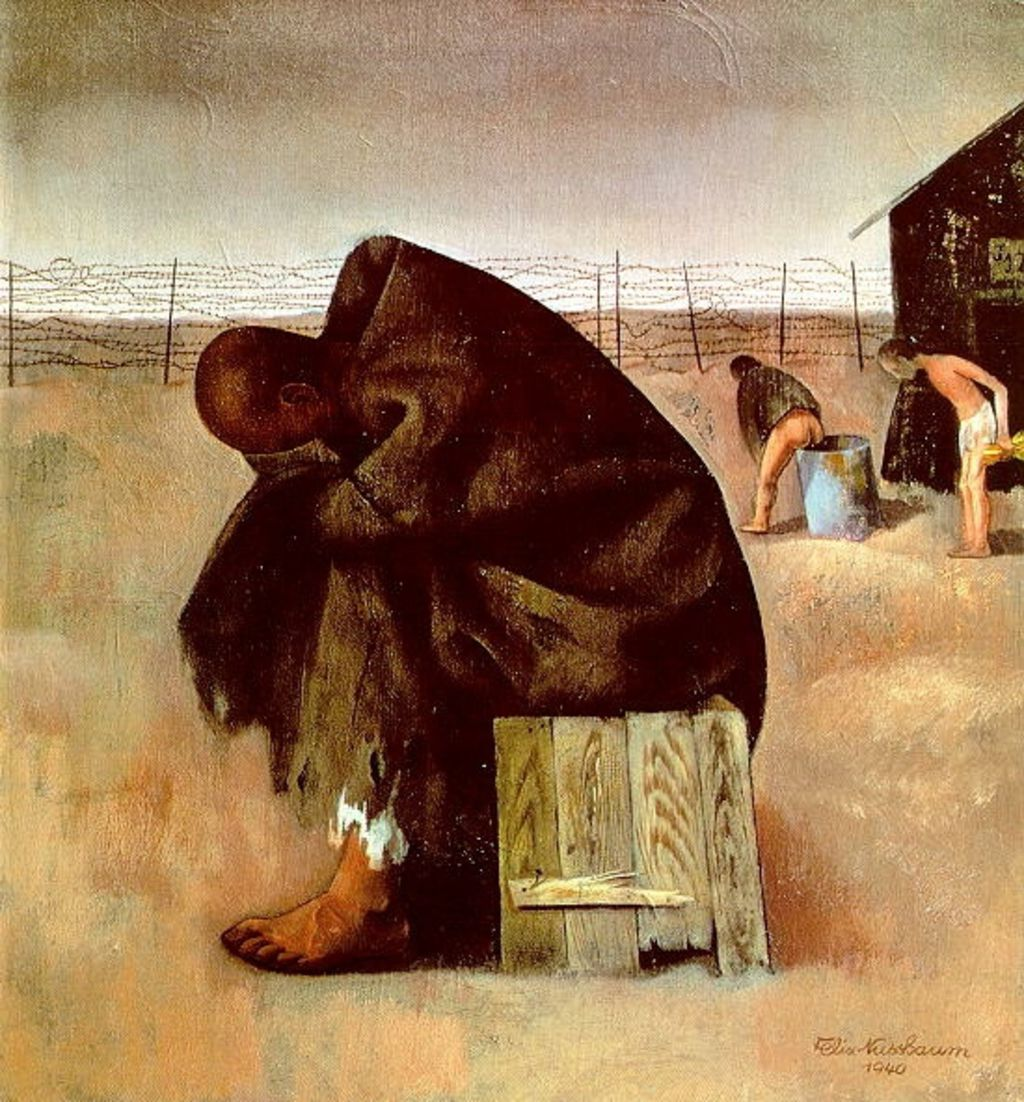
Im Lager (Gefangenenlager), 'En el campo (campo de prisioneros)', pintado por Felix Nussbaum durante su encarcelamiento en San Cipriano (1941).

Por iniciativa del alcalde Joan Olibó, en 1974 se erigió un monumento de Miquel Paredes cerca del antiguo lugar del campo en recuerdo de Lluís Companys y de los voluntarios catalanes, con los siguientes textos en francés y catalán:

A LLUIS COMPANYS JOVER PRESIDENT DE LA CATALOGNE ET A TOUS LES CATALANS TOMBES POUR LA DEFENSE DE LA LIBERTE DES HOMMES ET DES PEUPLES ENGAGES VOLONTAIRES DANS L'ARMEE FRANÇAISE

(medallón con perfil de Lluís Companys)

21-6-1882 – 15-10-1940

1870-1871

1914-1918

1939-1945

A LLUIS COMPANYS JOVER PRESIDENT DE CATALUNYA I A TOTS ELS CATALANS CAIGUTS DEFENSANT LA LLIBERTAT DELS HOMES I DELS POBLES INCORPORTATS VOLUNTARIAMENT A L'EXERCIT FRANCES

Varios residentes del campo han representado el campo de internamiento de Saint-Cyprien. Las más logradas artísticamente son las pinturas de Felix Nussbaum, como Im Lager (Gefangenenlager). También hay dibujos de Carl Rabus, Kurt Lewy, Karl Schwesig, Osias Hofstätter y Julius Collen Turner.